# Viola palatina
Viola palatina är en violväxtart som beskrevs av Yong No Lee. Viola palatina ingår i släktet violer, och familjen violväxter. Inga underarter finns listade i Catalogue of Life.